# Zhong Tao
Zhong Tao (chinesisch 钟涛; * 12. August 2002 in Tongling) ist ein chinesischer Leichtathlet, der sich auf den Stabhochsprung spezialisiert hat. 2024 wurde er in dieser Disziplin Hallenasienmeister.

## Karriere
Erste internationale Erfahrungen sammelte Zhong Tao im Jahr 2019, als er bei den Jugendasienmeisterschaften in Hongkong mit übersprungenen 5,00 m die Goldmedaille gewann. 2023 startete er bei den Weltmeisterschaften in Budapest und schied dort mit 5,70 m in der Qualifikationsrunde aus. Im Jahr darauf siegte er mit 5,65 m bei den Hallenasienmeisterschaften in Teheran. Im August nahm er an den Olympischen Sommerspielen in Paris teil und verpasste dort mit 5,40 m den Finaleinzug.
2024 wurde Zhong chinesischer Hallenmeister im Stabhochsprung.